# Ruddy Rodríguez
Ruddy Rosario Rodríguez de Lucía (Anaco, 20 de março de 1967) é uma empresária e atriz venezuelana.
Além de várias telenovelas e peças de teatro, fez uma breve aparição no filme da série James Bond The Living Daylights. Em 1994 converteu-se à Cientologia.